# 1946 à la télévision
| Années de la télévision : 1943 - 1944 - 1945 - 1946 - 1947 - 1948 - 1949    |
| Décennies de la télévision : 1910 - 1920 - 1930 - 1940 - 1950 - 1960 - 1970 |

Cet article présente les faits marquants de l'année 1946 à la télévision.

## Évènements
- 7 juin : reprise des émissions télévisées de la BBC, interrompues depuis le 1er septembre 1939, avec le film Mickey’s Gala Premiere[1].
- 17 décembre : premier bulletin météorologique télévisé français. Paul Douchy présente les prévisions météorologiques pour le lendemain sur la France métropolitaine dans l’émission "Téléjournal"[2].

## Principales naissances
- 10 janvier : Georges Beller, acteur et animateur de télévision français
- 11 janvier : Gérard Chaillou, acteur français.
- 20 janvier : David Lynch, réalisateur américain.
- 3 mars : Annick Blancheteau, actrice française.
- 14 mars : Steve Kanaly, acteur américain.
- 26 mars : Johnny Crawford, acteur américain († 29 avril 2021)
- 16 avril : Catherine Allégret, actrice française.
- 18 avril : Jean-François Balmer, acteur d'origine suisse.
- 1er mai : Joanna Lumley, actrice et productrice britannique.
- 2 mai : David Suchet, acteur britannique.
- 9 mai : Candice Bergen, actrice américaine.
- 31 mai : Soizic Corne, animatrice de radio et de télévision française.
- 15 juin : Brigitte Fossey, actrice française.
- 16 juin : Christian Blachas, journaliste, écrivain, chef d'entreprise, et producteur de télévision français († 5 février 2012).
- 23 juin : Ted Shackelford, acteur américain.
- 4 juillet : Fred Dryer, acteur américain.
- 7 juillet : Joe Spano, acteur américain.
- 11 août : Patrick Bouchitey, acteur, réalisateur et scénariste français
- 28 septembre : Brigitte Roüan, actrice et réalisatrice française.
- 6 octobre : Ekaterina Gradova, actrice soviétique († 22 février 2021).
- 16 octobre : Suzanne Somers, actrice américaine († 15 octobre 2023).
- 6 novembre : Sally Field, actrice américaine.
- 10 décembre : Catherine Hiegel, actrice française.
- 18 décembre : Steven Spielberg, cinéaste américain.